# Зеленогорлая танагра
Зеленогорлая танагра (лат. Stilpnia argyrofenges) — птица из семейства танагровых, распространённая в горных субтропических и тропических равнинных лесах Боливии, Эквадора и Перу.